# 白加道站

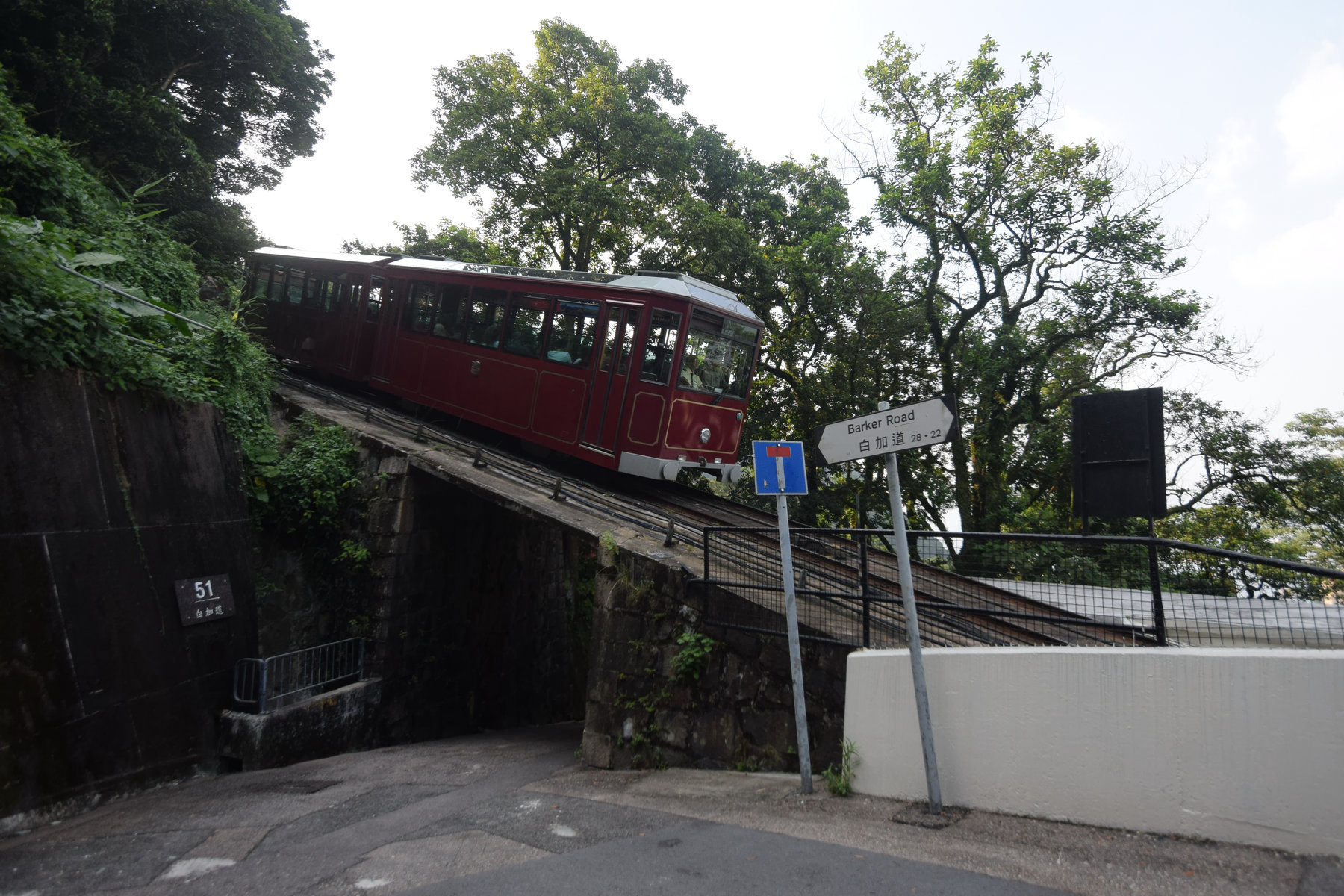
一列山頂纜車正在通過白加道站旁的白加道。

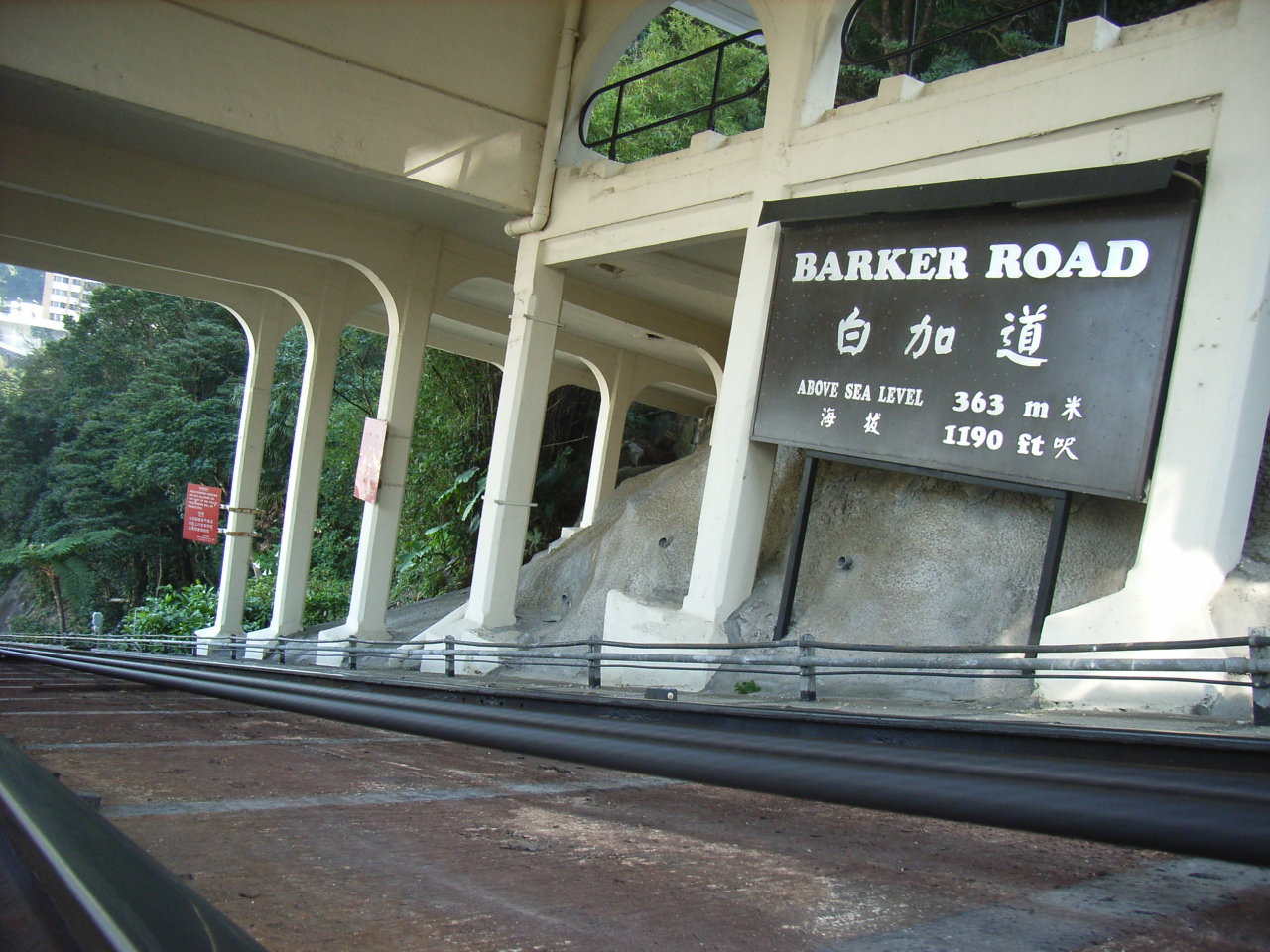
2007年的白加道站

白加道站（英語：Barker Road stop）是一個位於香港香港島中西區太平山白加道，屬於山頂纜車的纜索鐵路車站，海拔高度363米。

## 車站資料

### 車站介紹
本站是山頂纜車往山頂方向的最後一個中途站，與山頂總站十分接近，乘客可從此站直接望到凌霄閣和山頂總站。

### 車站出口

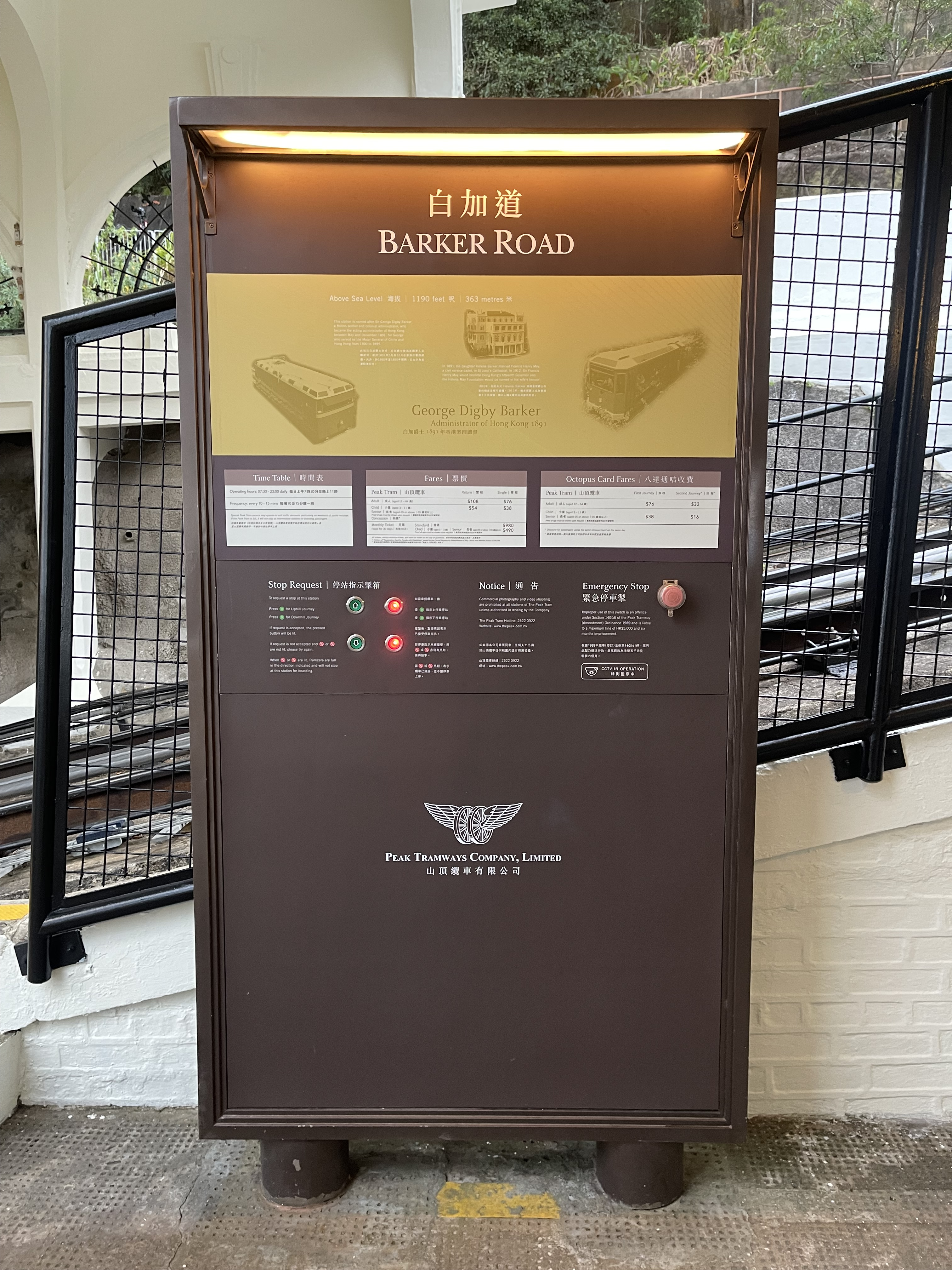
白加道站站牌

一個出入口通往白加道。

### 車站商店及自助服務
設有停站按鈕，不設售票服務，乘客上車時只能用八達通付款。

## 利用狀況
此站與其餘3個中途站（堅尼地道站、麥當勞道站、梅道站）一樣，使用量極低，尤其假日時更難以召喚列車停靠。

## 歷史
山頂纜車通車時，此站名為白蘭特順道站，當中白蘭特順道為種植道的舊譯名，後來才改用白加道命名。
2021年，白加道纜車站獲古物諮詢委員會列為一級歷史建築。

## 車站周邊
- 白加道
- 舊山頂道
- 種植道
- 芬梨道獅子亭